# 滨湖维利
滨湖维利（法語：Vully-les-Lacs）是瑞士联邦西部法语区的沃州下设的一个镇。在行政上属于布罗瓦-维利区管辖。滨湖维利的总面积为22.13平方公里。截至2010年底，总人口为2,278。

## 历史
2011年7月1日，原贝勒里夫、沙布雷、康斯坦丁、蒙马尼、穆尔、瓦拉芒、大维拉尔七个镇正式合并，滨湖维利镇宣告成立。

## 地理
滨湖维利位于纳沙泰尔湖和穆尔滕湖之间。